# Luna (La Union)
Luna ist eine Stadtgemeinde in der philippinischen Provinz La Union und liegt am Südchinesischen Meer. Im Jahre 2015 zählte sie 35.802 Einwohner. Das Gebiet ist sowohl an der Küste als auch im Landesinneren relativ flach. Während der amerikanischen Besetzung wurde Namacpacan in Luna umbenannt.
Luna ist in folgende 40 Baranggays aufgeteilt:
| - Alcala - Ayaoan - Barangobong - Barrientos - Bungro - Buselbusel - Cabalitocan - Cantoria No. 1 - Cantoria No. 2 - Cantoria No. 3 - Cantoria No. 4 - Carisquis - Darigayos - Magallanes | - Magsiping - Mamay - Nagrebcan - Nalvo Norte - Nalvo Sur - Napaset - Oaqui No. 1 - Oaqui No. 2 - Oaqui No. 3 - Oaqui No. 4 - Pila - Pitpitac - Rimos No. 1 | - Rimos No. 2 - Rimos No. 3 - Rimos No. 4 - Rimos No. 5 - Rissing - Salcedo - Santo Domingo Norte - Santo Domingo Sur - Sucoc Norte - Sucoc Sur - Suyo - Tallaoen - Victoria |